# NHL Entry Draft 1990
L'NHL Entry Draft 1990 è stato il 28º draft della National Hockey League. Si è tenuto il 16 giugno 1990 presso il BC Place Stadium di Vancouver.
L'Entry Draft si svolse per la prima volta nella città di Vancouver, di fronte ad oltre 10.000 spettatori. Originariamente l'evento si sarebbe dovuto tenere presso il Pacific Coliseum, palazzetto che ospitava le gare dei Vancouver Canucks, tuttavia a causa di uno sciopero del personale del palazzetto il Draft fu trasferito presso il BC Place. Quattordici fra i ventuno giocatori scelti al primo giro disputarono più di 500 partite in National Hockey League. Fu stabilito inoltre un nuovo primato di giocatori europei selezionati, 57, provenienti da cinque nazioni, 22 dei quali cecoslovacchi. Nel corso dell'undicesimo giro gli Edmonton Oilers e i Calgary Flames rinunciarono alle proprie scelte, facendo scendere il numero totale da 252 a 250.
I Quebec Nordiques selezionarono l'ala destra canadese Owen Nolan dai Cornwall Royals, i Vancouver Canucks invece come seconda scelta puntarono sul centro cecoslovacco Petr Nedvěd, proveniente dai Seattle Thunderbirds, mentre i Detroit Red Wings scelsero in terza posizione il centro canadese Keith Primeau dei Niagara Falls Thunder. Fra i 250 giocatori selezionati 147 erano attaccanti, 82 erano difensori mentre 21 erano portieri. Dei giocatori scelti 98 giocarono in NHL.

## Migliori prospetti
Dati elaborati dal NHL Central Scouting Bureau.
| Posizione | Giocatori nordamericani |
| --------- | ----------------------- |
| 1         | Mike Ricci (C)          |
| 2         | Owen Nolan (AD)         |
| 3         | Keith Primeau (C)       |
| 4         | Petr Nedvěd (C)         |
| 5         | Scott Scissons (C)      |
| 6         | Darryl Sydor (D)        |
| 7         | John Slaney (D)         |
| 8         | Ryan Hughes (C)         |
| 9         | Karl Dykhuis (D)        |
| 10        | Derian Hatcher (D)      |

| Posizione | Portieri nordamericani |
| --------- | ---------------------- |
| 1         | Trevor Kidd            |
| 2         | Félix Potvin           |
| 3         | Martin Brodeur         |

## Turni
|  | = NHL All-Star |  |  | = NHL All-Star e NHL All-Star Team |  |

Legenda delle posizioni

A = Attaccante   AD = Ala destra   AS = Ala sinistra   C = Centro   D = Difensore   P = Portiere

### Primo giro
| #  | Giocatore             | Nazionalità    | Squadra NHL                                   | Squadra di provenienza                           |
| -- | --------------------- | -------------- | --------------------------------------------- | ------------------------------------------------ |
| 1  | Owen Nolan (AD)       | Canada         | Quebec Nordiques                              | Cornwall Royals (OHL)                            |
| 2  | Petr Nedvěd (C)       | Cecoslovacchia | Vancouver Canucks                             | Seattle Thunderbirds (WHL)                       |
| 3  | Keith Primeau (C)     | Canada         | Detroit Red Wings                             | Niagara Falls Thunder (OHL)                      |
| 4  | Mike Ricci (C)        | Canada         | Philadelphia Flyers                           | Peterborough Petes (OHL)                         |
| 5  | Jaromír Jágr (AS)     | Cecoslovacchia | Pittsburgh Penguins                           | Rytíři Kladno (Extraliga)                        |
| 6  | Scott Scissons (C)    | Canada         | New York Islanders                            | Saskatoon Blades (WHL)                           |
| 7  | Darryl Sydor (D)      | Canada         | Los Angeles Kings                             | Kamloops Blazers (WHL)                           |
| 8  | Derian Hatcher (D)    | Stati Uniti    | Minnesota North Stars                         | North Bay Centennials (OHL)                      |
| 9  | John Slaney (D)       | Canada         | Washington Capitals                           | Cornwall Royals (OHL)                            |
| 10 | Drake Berehowsky (D)  | Canada         | Toronto Maple Leafs                           | Kingston Frontenacs (OHL)                        |
| 11 | Trevor Kidd (P)       | Canada         | Calgary Flames (da New Jersey)                | Brandon Wheat Kings (WHL)                        |
| 12 | Turner Stevenson (AD) | Canada         | Montreal Canadiens (da St. Louis)             | Seattle Thunderbirds (WHL)                       |
| 13 | Michael Stewart (D)   | Canada         | New York Rangers                              | Michigan St. Spartans (CCHA)                     |
| 14 | Brad May (AS)         | Canada         | Buffalo Sabres (da Winnipeg)                  | Niagara Falls Thunder (OHL)                      |
| 15 | Mark Greig (AD)       | Canada         | Hartford Whalers                              | Lethbridge Hurricanes (WHL)                      |
| 16 | Karl Dykhuis (D)      | Canada         | Chicago Blackhawks                            | Hull Olympiques (QMJHL)                          |
| 17 | Scott Allison (C)     | Canada         | Edmonton Oilers                               | Prince Albert Raiders (WHL)                      |
| 18 | Shawn Antoski (AS)    | Canada         | Vancouver Canucks (da Montreal via St. Louis) | North Bay Centennials (OHL)                      |
| 19 | Keith Tkachuk (AS)    | Stati Uniti    | Winnipeg Jets (da Buffalo)                    | Malden Catholic High School (USHS-Massachusetts) |
| 20 | Martin Brodeur (P)    | Canada         | New Jersey Devils (da Calgary)                | Saint-Hyacinthe Lasers (QMJHL)                   |
| 21 | Bryan Smolinski (C)   | Stati Uniti    | Boston Bruins                                 | Michigan St. Spartans (CCHA)                     |

### Secondo giro
| #  | Giocatore              | Nazionalità    | Squadra NHL                                  | Squadra di provenienza               |
| -- | ---------------------- | -------------- | -------------------------------------------- | ------------------------------------ |
| 22 | Ryan Hughes (C)        | Canada         | Quebec Nordiques                             | Cornell Big Red (ECAC)               |
| 23 | Jiří Šlégr (D)         | Cecoslovacchia | Vancouver Canucks                            | Litvínov (Extraliga)                 |
| 24 | David Harlock (D)      | Canada         | New Jersey Devils (da Detroit via Calgary)   | Michigan Wolverines (CCHA)           |
| 25 | Chris Simon (AS)       | Canada         | Philadelphia Flyers                          | Ottawa 67's (OHL)                    |
| 26 | Nicolas Perreault (D)  | Canada         | Calgary Flames (da Pittsburgh)               | Hawkesbury Hawks (CJHL)              |
| 27 | Chris Taylor (C)       | Canada         | New York Islanders                           | London Knights (OHL)                 |
| 28 | Brandy Semchuk (AD)    | Canada         | Los Angeles Kings                            | Team Canada                          |
| 29 | Chris Gotziaman (AD)   | Stati Uniti    | New Jersey Devils (da Minnesota via Calgary) | Roseau High School (USHS-Minnesota)  |
| 30 | Rod Pasma (D)          | Canada         | Washington Capitals                          | Cornwall Royals (OHL)                |
| 31 | Félix Potvin (P)       | Canada         | Toronto Maple Leafs                          | Chic. Saguenéens (QMJHL)             |
| 32 | Vesa Viitakoski (AS)   | Finlandia      | Calgary Flames (da New Jersey)               | SaiPa (SM-liiga)                     |
| 33 | Craig Johnson (C)      | Stati Uniti    | St. Louis Blues (da St. Louis via Vancouver) | Hill-Murray School (USHS-Minnesota)  |
| 34 | Doug Weight (C)        | Stati Uniti    | New York Rangers                             | Lake Superior S. Lakers (CCHA)       |
| 35 | Mike Muller (D)        | Stati Uniti    | Winnipeg Jets                                | Wayzata High School (USHS-Minnesota) |
| 36 | Geoff Sanderson (C)    | Canada         | Hartford Whalers                             | Swift Current Broncos (WHL)          |
| 37 | Ivan Droppa (D)        | Cecoslovacchia | Chicago Blackhawks                           | Liptovský Mikuláš (Extraliga)        |
| 38 | Alexandre Legault (AD) | Canada         | Edmonton Oilers                              | Boston U. Terriers (Hockey East)     |
| 39 | Ryan Kuwabara (AD)     | Canada         | Montreal Canadiens                           | Ottawa 67's (OHL)                    |
| 40 | Mikael Renberg (AS)    | Svezia         | Philadelphia Flyers (da Buffalo)             | Luleå (Elitserien)                   |
| 41 | Etienne Belzile (D)    | Canada         | Calgary Flames                               | Cornell Big Red (ECAC)               |
| 42 | Terran Sandwith (D)    | Canada         | Philadelphia Flyers (da Boston)              | Tri-City Americans (WHL)             |

### Terzo giro
| #  | Giocatore            | Nazionalità      | Squadra NHL                         | Squadra di provenienza                |
| -- | -------------------- | ---------------- | ----------------------------------- | ------------------------------------- |
| 43 | Brad Zavisha (AS)    | Canada           | Quebec Nordiques                    | Seattle Thunderbirds (WHL)            |
| 44 | Kimbi Daniels (C)    | Canada           | Philadelphia Flyers (da Vancouver)  | Swift Current Broncos (WHL)           |
| 45 | Vjačeslav Kozlov (C) | Unione Sovietica | Detroit Red Wings                   | Chimik Voskresensk (URSS)             |
| 46 | Bill Armstrong (D)   | Canada           | Philadelphia Flyers                 | Oshawa Generals (OHL)                 |
| 47 | Chris Therien (D)    | Canada           | Philadelphia Flyers (da Pittsburgh) | Northwood School (USHS-New York)      |
| 48 | Dan Plante (AD)      | Stati Uniti      | New York Islanders                  | Edina High School (USHS-Minnesota)    |
| 49 | Bob Berg (AS)        | Canada           | Los Angeles Kings                   | Belleville Bulls (OHL)                |
| 50 | Laurie Billeck (D)   | Canada           | Minnesota North Stars               | Prince Albert Raiders (WHL)           |
| 51 | Chris Longo (AD)     | Canada           | Washington Capitals                 | Peterborough Petes (OHL)              |
| 52 | Al Kinisky (AS)      | Canada           | Philadelphia Flyers (da Toronto)    | Seattle Thunderbirds (WHL)            |
| 53 | Mike Dunham (P)      | Stati Uniti      | New Jersey Devils                   | Canterbury School (USHS-Connecticut)  |
| 54 | Patrice Tardif (C)   | Canada           | St. Louis Blues                     | Champlain College Lennoxville (CEGEP) |
| 55 | John Vary (D)        | Canada           | New York Rangers                    | North Bay Centennials (OHL)           |
| 56 | Brad Bombardir (D)   | Canada           | New Jersey Devils (da Winnipeg)     | Powell River Kings (BCJHL)            |
| 57 | Mike Lenarduzzi (P)  | Canada           | Hartford Whalers                    | S.S. Marie Greyhounds (OHL)           |
| 58 | Charles Poulin (C)   | Canada           | Montreal Canadiens (da Chicago)     | Saint-Hyacinthe Lasers (QMJHL)        |
| 59 | Joe Crowley (AS)     | Stati Uniti      | Edmonton Oilers                     | Lawrence Academy (USHS-Massachusetts) |
| 60 | Robert Guillet (AD)  | Canada           | Montreal Canadiens                  | Verdun Collège (QMJHL)                |
| 61 | Joe Dziedzic (AS)    | Stati Uniti      | Pittsburgh Penguins (da Buffalo)    | Edison High School (USHS-Minnesota)   |
| 62 | Glen Mears (D)       | Stati Uniti      | Calgary Flames                      | Rochester Mustangs (USHL)             |
| 63 | Cam Stewart (C)      | Canada           | Boston Bruins                       | Elmira Sugar Kings (MWJHL)            |

### Quarto giro
| #  | Giocatore             | Nazionalità      | Squadra NHL                                           | Squadra di provenienza                    |
| -- | --------------------- | ---------------- | ----------------------------------------------------- | ----------------------------------------- |
| 64 | Mike Bodnarchuk (AD)  | Canada           | New Jersey Devils (da Quebec)                         | Kingston Frontenacs (OHL)                 |
| 65 | Darin Bader (AS)      | Canada           | Vancouver Canucks                                     | Saskatoon Blades (WHL)                    |
| 66 | Stewart Malgunas (D)  | Canada           | Detroit Red Wings                                     | Seattle Thunderbirds (WHL)                |
| 67 | Joël Blain (AS)       | Canada           | Edmonton Oilers (da Philadelphia)                     | Hull Olympiques (QMJHL)                   |
| 68 | Chris Tamer (D)       | Stati Uniti      | Pittsburgh Penguins                                   | Michigan Wolverines (CCHA)                |
| 69 | Jeff Nielsen (AD)     | Stati Uniti      | New York Rangers (da NY Islanders via Los Angeles)    | Grand Rapids High School (USHS-Minnesota) |
| 70 | Cal McGowan (C)       | Stati Uniti      | Minnesota North Stars (da Los Angeles via NY Rangers) | Kamloops Blazers (WHL)                    |
| 71 | Frank Kovacs (AS)     | Canada           | Minnesota North Stars                                 | Regina Pats (WHL)                         |
| 72 | Randy Pearce (AS)     | Canada           | Washington Capitals                                   | Kitchener Rangers (OHL)                   |
| 73 | Darby Hendrickson (C) | Stati Uniti      | Toronto Maple Leafs                                   | Richfield High School (USHS-Minnesota)    |
| 74 | Roman Meluzín (AD)    | Cecoslovacchia   | Winnipeg Jets (da New Jersey)                         | Kometa Brno (Extraliga)                   |
| 75 | Scott Levins (AD)     | Stati Uniti      | Winnipeg Jets (da St. Louis)                          | Tri-City Americans (WHL)                  |
| 76 | Rick Willis (AS)      | Stati Uniti      | New York Rangers                                      | Pingree School (USHS-Massachusetts)       |
| 77 | Aleksej Žamnov (C)    | Unione Sovietica | Winnipeg Jets                                         | Dinamo Mosca (URSS)                       |
| 78 | Chris Bright (C)      | Canada           | Hartford Whalers                                      | Moose Jaw Warriors (WHL)                  |
| 79 | Chris Tucker (C)      | Stati Uniti      | Chicago Blackhawks                                    | Bloomington Jefferson (USHS-Minnesota)    |
| 80 | Greg Walters (C)      | Canada           | Toronto Maple Leafs (da Edmonton)                     | Ottawa 67's (OHL)                         |
| 81 | Gilbert Dionne (AS)   | Canada           | Montreal Canadiens                                    | Kitchener Rangers (OHL)                   |
| 82 | Brian McCarthy (C)    | Stati Uniti      | Buffalo Sabres                                        | Pingree School (USHS-Massachusetts)       |
| 83 | Paul Kruse (AS)       | Canada           | Calgary Flames                                        | Kamloops Blazers (WHL)                    |
| 84 | Jerry Buckley (AD)    | Stati Uniti      | Boston Bruins                                         | Northwood School (USHS-New York)          |

### Quinto giro
| #   | Giocatore           | Nazionalità      | Squadra NHL                                   | Squadra di provenienza                      |
| --- | ------------------- | ---------------- | --------------------------------------------- | ------------------------------------------- |
| 85  | Sergej Zubov (D)    | Unione Sovietica | New York Rangers (da Quebec)                  | CSKA Mosca (URSS)                           |
| 86  | Gino Odjick (AS)    | Canada           | Vancouver Canucks                             | Laval Titan (QMJHL)                         |
| 87  | Tony Burns (D)      | Stati Uniti      | Detroit Red Wings (da Detroit via NY Rangers) | Duluth-Denfeld High School (USHS-Minnesota) |
| 88  | Dan Kordic (D)      | Canada           | Philadelphia Flyers                           | Medicine Hat Tigers (WHL)                   |
| 89  | Brian Farrell (C)   | Stati Uniti      | Pittsburgh Penguins                           | Avon Old Farms School (USHS-Connecticut)    |
| 90  | Chris Marinucci (C) | Stati Uniti      | New York Islanders                            | Grand Rapids High School (USHS-Minnesota)   |
| 91  | David Goverde (P)   | Canada           | Los Angeles Kings                             | Sudbury Wolves (OHL)                        |
| 92  | Enrico Ciccone (D)  | Canada           | Minnesota North Stars                         | Trois-Rivières Draveurs (QMJHL)             |
| 93  | Brian Sakic (C)     | Canada           | Washington Capitals                           | Tri-City Americans (WHL)                    |
| 94  | Mark Ouimet (C)     | Canada           | Washington Capitals (da Toronto)              | Michigan Wolverines (CCHA)                  |
| 95  | Dean Malkoc (D)     | Canada           | New Jersey Devils                             | Kamloops Blazers (WHL)                      |
| 96  | Jason Ruff (AS)     | Canada           | St. Louis Blues                               | Lethbridge Hurricanes (WHL)                 |
| 97  | Richard Šmehlík (D) | Cecoslovacchia   | Buffalo Sabres (da NY Rangers)                | Vítkovice Steel (Extraliga)                 |
| 98  | Craig Martin (AD)   | Canada           | Winnipeg Jets                                 | Hull Olympiques (QMJHL)                     |
| 99  | Luboš Rob (C)       | Cecoslovacchia   | New York Rangers (da Hartford)                | České Budějovice (Extraliga)                |
| 100 | Todd Bojcun (P)     | Canada           | Buffalo Sabres (da Chicago)                   | Peterborough Petes (OHL)                    |
| 101 | Greg Louder (P)     | Stati Uniti      | Edmonton Oilers (da Edmonton via Winnipeg)    | Cushing Academy (USHS-Massachusetts)        |
| 102 | Paul DiPietro (C)   | Canada           | Montreal Canadiens                            | Sudbury Wolves (OHL)                        |
| 103 | Brad Pascall (D)    | Canada           | Buffalo Sabres                                | ND Fighting Hawks (WCHA)                    |
| 104 | Petr Kuchyna (D)    | Cecoslovacchia   | New Jersey Devils (da Calgary)                | Dukla Jihlava (Extraliga)                   |
| 105 | Mike Bales (P)      | Canada           | Boston Bruins                                 | Ohio State Buckeyes (CCHA)                  |

### Sesto giro
| #   | Giocatore               | Nazionalità      | Squadra NHL                        | Squadra di provenienza                    |
| --- | ----------------------- | ---------------- | ---------------------------------- | ----------------------------------------- |
| 106 | Jeff Parrott (D)        | Canada           | Quebec Nordiques                   | MN Duluth Bulldogs (WCHA)                 |
| 107 | Ian Moran (D)           | Stati Uniti      | Pittsburgh Penguins (da Vancouver) | Belmont Hill School (USHS-Massachusetts)  |
| 108 | Claude Barthe (D)       | Canada           | Detroit Red Wings                  | Victoriaville Tigres (QMJHL)              |
| 109 | Vjačeslav Bucaev (C)    | Unione Sovietica | Philadelphia Flyers                | CSKA Mosca (URSS)                         |
| 110 | Denis Casey (P)         | Canada           | Pittsburgh Penguins                | Colorado C. Tigers (WCHA)                 |
| 111 | Joni Lehto (D)          | Finlandia        | New York Islanders                 | Ottawa 67's (OHL)                         |
| 112 | Erik Andersson (AS)     | Svezia           | Los Angeles Kings                  | Danderyd/Täby (Elitserien)                |
| 113 | Roman Turek (P)         | Cecoslovacchia   | Minnesota North Stars              | České Budějovice (Extraliga)              |
| 114 | Andrėj Kavalëŭ (AD)     | Unione Sovietica | Washington Capitals                | Dinamo Mosca (URSS)                       |
| 115 | Oleksandr Hodynjuk (AS) | Unione Sovietica | Toronto Maple Leafs                | Sokol Kiev (URSS)                         |
| 116 | Ľubomír Kolník (AD)     | Cecoslovacchia   | New Jersey Devils                  | Dukla Trenčín (Extraliga)                 |
| 117 | Kurtis Miller (AS)      | Stati Uniti      | St. Louis Blues                    | Rochester Mustangs (USHL)                 |
| 118 | Jason Weinrich (D)      | Stati Uniti      | New York Rangers                   | Springfield Olympics (NEJHL)              |
| 119 | Daniel Jardemyr (D)     | Svezia           | Winnipeg Jets                      | Almtuna (Elitserien)                      |
| 120 | Cory Keenan (D)         | Canada           | Hartford Whalers                   | Kitchener Rangers (OHL)                   |
| 121 | Brett Stickney (C)      | Stati Uniti      | Chicago Blackhawks                 | St. Paul's School (USHS-New Hampshire)    |
| 122 | Keijo Säilynoja (AS)    | Finlandia        | Edmonton Oilers                    | Jokerit (SM-liiga)                        |
| 123 | Craig Conroy (C)        | Stati Uniti      | Montreal Canadiens                 | Northwood School (USHS-New York)          |
| 124 | Derek Edgerly (C)       | Stati Uniti      | Chicago Blackhawks (da Buffalo)    | Stoneham High School (USHS-Massachusetts) |
| 125 | Chris Tschupp (C)       | Stati Uniti      | Calgary Flames                     | Trinity-Pawling School (USHS-New York)    |
| 126 | Mark Woolf (AD)         | Canada           | Boston Bruins                      | Spokane Chiefs (WHL)                      |

### Settimo giro
| #   | Giocatore           | Nazionalità      | Squadra NHL                           | Squadra di provenienza                      |
| --- | ------------------- | ---------------- | ------------------------------------- | ------------------------------------------- |
| 127 | Dwayne Norris (AD)  | Canada           | Quebec Nordiques                      | Michigan St. Spartans (CCHA)                |
| 128 | Daryl Filipek (D)   | Canada           | Vancouver Canucks                     | Ferris State Bulldogs (CCHA)                |
| 129 | Jason York (D)      | Canada           | Detroit Red Wings                     | Kitchener Rangers (OHL)                     |
| 130 | Mika Välilä (C)     | Finlandia        | Pittsburgh Penguins (da Philadelphia) | Tappara (SM-liiga)                          |
| 131 | Ken Plaquin (D)     | Canada           | Pittsburgh Penguins                   | Michigan Tech Huskies (WCHA)                |
| 132 | Mike Guilbert (D)   | Stati Uniti      | New York Islanders                    | The Governor's Academy (USHS-Massachusetts) |
| 133 | Robert Lang (C)     | Cecoslovacchia   | Los Angeles Kings                     | Litvínov (Extraliga)                        |
| 134 | Jeff Levy (P)       | Stati Uniti      | Minnesota North Stars                 | Rochester Mustangs (USHL)                   |
| 135 | Roman Kontsek (AD)  | Cecoslovacchia   | Washington Capitals                   | Dukla Trenčín (Extraliga)                   |
| 136 | Éric Lacroix (AS)   | Canada           | Toronto Maple Leafs                   | The Governor's Academy (USHS-Massachusetts) |
| 137 | Chris McAlpine (D)  | Stati Uniti      | New Jersey Devils                     | Roseville Area High School (USHS-Minnesota) |
| 138 | Wayne Conlan (C)    | Stati Uniti      | St. Louis Blues                       | Trinity-Pawling School (USHS-New York)      |
| 139 | Bryan Lonsinger (D) | Stati Uniti      | New York Rangers                      | Choate Rosemary Hall (USHS-Connecticut)     |
| 140 | John Lilley (C)     | Stati Uniti      | Winnipeg Jets                         | Cushing Academy (USHS-Massachusetts)        |
| 141 | Jerguš Bača (D)     | Cecoslovacchia   | Hartford Whalers                      | Košice (Extraliga)                          |
| 142 | Vikot Gordijuk (AS) | Unione Sovietica | Buffalo Sabres (da Chicago)           | Kryl'ja Sovetov (URSS)                      |
| 143 | Mike Power (P)      | Canada           | Edmonton Oilers                       | W. Michigan Broncos (CCHA)                  |
| 144 | Stephen Rohr (AD)   | Stati Uniti      | Montreal Canadiens                    | Culver Military Academy (USHS-Indiana)      |
| 145 | Pat Neaton (D)      | Stati Uniti      | Pittsburgh Penguins (da Buffalo)      | Michigan Wolverines (CCHA)                  |
| 146 | Dmitrij Frolov (D)  | Unione Sovietica | Calgary Flames                        | Dinamo Mosca (URSS)                         |
| 147 | Jim Mackey (D)      | Stati Uniti      | Boston Bruins                         | Hotchkiss School (USHS-Connecticut)         |

### Ottavo giro
| #   | Giocatore               | Nazionalità      | Squadra NHL                        | Squadra di provenienza              |
| --- | ----------------------- | ---------------- | ---------------------------------- | ----------------------------------- |
| 148 | Andrej Kovalenko (AD)   | Unione Sovietica | Quebec Nordiques                   | CSKA Mosca (URSS)                   |
| 149 | Paul O'Hagan (D)        | Canada           | Vancouver Canucks                  | Oshawa Generals (OHL)               |
| 150 | Wesley McCauley (D)     | Canada           | Detroit Red Wings                  | Michigan St. Spartans (CCHA)        |
| 151 | Patrik Englund (AS)     | Svezia           | Philadelphia Flyers                | AIK (Elitserien)                    |
| 152 | Petteri Koskimäki (AD)  | Finlandia        | Pittsburgh Penguins                | Boston U. Terriers (Hockey East)    |
| 153 | Sylvain Fleury (AS)     | Canada           | New York Islanders                 | Verdun Collège (QMJHL)              |
| 154 | Dean Hulett (AD)        | Stati Uniti      | Los Angeles Kings                  | Lake Superior S. Lakers (CCHA)      |
| 155 | Doug Barrault (AD)      | Canada           | Minnesota North Stars              | Lethbridge Hurricanes (WHL)         |
| 156 | Peter Bondra (C)        | Cecoslovacchia   | Washington Capitals                | Košice (Extraliga)                  |
| 157 | Dan Stiver (AD)         | Canada           | Toronto Maple Leafs                | Michigan Wolverines (CCHA)          |
| 158 | Aleksandr Karpovcev (D) | Unione Sovietica | Quebec Nordiques (da New Jersey)   | Dinamo Mosca (URSS)                 |
| 159 | Steve Martell (AD)      | Canada           | Washington Capitals (da St. Louis) | London Knights (OHL)                |
| 160 | Todd Hedlund (AD)       | Stati Uniti      | New York Rangers                   | Roseau High School (USHS-Minnesota) |
| 161 | Henrik Andersson (D)    | Svezia           | Winnipeg Jets                      | Västerås (Elitserien)               |
| 162 | Martin D'Orsonnens (D)  | Canada           | Hartford Whalers                   | Clarkson Golden Knights (ECAC)      |
| 163 | Hugo Bélanger (AS)      | Canada           | Chicago Blackhawks                 | Clarkson Golden Knights (ECAC)      |
| 164 | Roman Mejzlík (AS)      | Cecoslovacchia   | Edmonton Oilers                    | Dukla Jihlava (Extraliga)           |
| 165 | Brent Fleetwood (AS)    | Canada           | Montreal Canadiens                 | Portland Winterhawks (WHL)          |
| 166 | Milan Nedoma (D)        | Cecoslovacchia   | Buffalo Sabres                     | Kometa Brno (Extraliga)             |
| 167 | Shawn Murray (P)        | Stati Uniti      | Calgary Flames                     | Hill-Murray School (USHS-Minnesota) |
| 168 | John Gruden (D)         | Stati Uniti      | Boston Bruins                      | Waterloo Black Hawks (USHL)         |

### Nono giro
| #   | Giocatore             | Nazionalità    | Squadra NHL           | Squadra di provenienza                   |
| --- | --------------------- | -------------- | --------------------- | ---------------------------------------- |
| 169 | Pat Mazzoli (P)       | Canada         | Quebec Nordiques      | Humboldt Broncos (SJHL)                  |
| 170 | Mark Cipriano (AD)    | Canada         | Vancouver Canucks     | Victoria Cougars (WHL)                   |
| 171 | Tony Gruba (AD)       | Stati Uniti    | Detroit Red Wings     | Hill-Murray School (USHS-Minnesota)      |
| 172 | Toni Porkka (D)       | Finlandia      | Philadelphia Flyers   | Lukko Rauma (SM-liiga)                   |
| 173 | Ladislav Karabin (AS) | Cecoslovacchia | Pittsburgh Penguins   | Slovan Bratislava (Extraliga)            |
| 174 | John Joyce (C)        | Stati Uniti    | New York Islanders    | Avon Old Farms School (USHS-Connecticut) |
| 175 | Denis LeBlanc (C)     | Canada         | Los Angeles Kings     | Saint-Hyacinthe Lasers (QMJHL)           |
| 176 | Joe Biondi (C)        | Stati Uniti    | Minnesota North Stars | MN Duluth Bulldogs (WCHA)                |
| 177 | Ken Klee (D)          | Stati Uniti    | Washington Capitals   | Bowling Green Falcons (CCHA)             |
| 178 | Robert Horyna (P)     | Cecoslovacchia | Toronto Maple Leafs   | Dukla Jihlava (Extraliga)                |
| 179 | Jaroslav Modrý (D)    | Cecoslovacchia | New Jersey Devils     | České Budějovice (Extraliga)             |
| 180 | Parris Duffus (P)     | Stati Uniti    | St. Louis Blues       | Melfort Mustangs (SJHL)                  |
| 181 | Andrew Silverman (D)  | Stati Uniti    | New York Rangers      | Beverly High School (USHS-Massachusetts) |
| 182 | Rauli Raitanen (C)    | Finlandia      | Winnipeg Jets         | Porin Ässät (SM-liiga)                   |
| 183 | Corey Osmak (C)       | Canada         | Hartford Whalers      | Nipawin Hawks (SJHL)                     |
| 184 | Owen Lessard (AS)     | Canada         | Chicago Blackhawks    | Owen Sound Attack (OHL)                  |
| 185 | Richard Žemlička (AS) | Cecoslovacchia | Edmonton Oilers       | Sparta Praga (Extraliga)                 |
| 186 | Derek Maguire (D)     | Stati Uniti    | Montreal Canadiens    | Delbarton School (USHS-New Jersey)       |
| 187 | Jason Winch (AS)      | Canada         | Buffalo Sabres        | Niagara Falls Thunder (OHL)              |
| 188 | Michael Murray (AD)   | Stati Uniti    | Calgary Flames        | Cushing Academy (USHS-Massachusetts)     |
| 189 | Darren Wetherill (D)  | Canada         | Boston Bruins         | Minot Americans (SJHL)                   |

### Decimo giro
| #   | Giocatore           | Nazionalità    | Squadra NHL           | Squadra di provenienza                              |
| --- | ------------------- | -------------- | --------------------- | --------------------------------------------------- |
| 190 | Scott Davis (D)     | Canada         | Quebec Nordiques      | University of Manitoba (CIAU)                       |
| 191 | Troy Neumeier (D)   | Canada         | Vancouver Canucks     | Prince Albert Raiders (WHL)                         |
| 192 | Travis Tucker (D)   | Stati Uniti    | Detroit Red Wings     | Avon Old Farms School (USHS-Connecticut)            |
| 193 | Greg Hanson (D)     | Stati Uniti    | Philadelphia Flyers   | Bloomington Kennedy HS (USHS-Minnesota)             |
| 194 | Tim Fingerhut (AS)  | Stati Uniti    | Pittsburgh Penguins   | Canterbury High School (USHS-Connecticut)           |
| 195 | R. J. Enga (AD)     | Canada         | New York Islanders    | Culver Military Academy (USHS-Indiana)              |
| 196 | Patrik Ross (AD)    | Svezia         | Los Angeles Kings     | HV71 (Elitserien)                                   |
| 197 | Troy Binnie (AS)    | Canada         | Minnesota North Stars | Ottawa 67's (OHL)                                   |
| 198 | Mike Boback (C)     | Stati Uniti    | Washington Capitals   | Providence Friars (Hockey East)                     |
| 199 | Bob Chebator (AS)   | Stati Uniti    | Toronto Maple Leafs   | Arlington Catholic High School (USHS-Massachusetts) |
| 200 | Corey Schwab (P)    | Canada         | New Jersey Devils     | Seattle Thunderbirds (WHL)                          |
| 201 | Steve Widmeyer (AD) | Canada         | St. Louis Blues       | Maine Black Bears (Hockey East)                     |
| 202 | Jon Hillebrandt (P) | Stati Uniti    | New York Rangers      | Monona Grove High School (USHS-Wisconsin)           |
| 203 | Mika Alatalo (AS)   | Finlandia      | Winnipeg Jets         | KooKoo (SM-liiga)                                   |
| 204 | Espen Knutsen (C)   | Norvegia       | Hartford Whalers      | Vålerenga (GET-ligaen)                              |
| 205 | Erik Peterson (C)   | Stati Uniti    | Chicago Blackhawks    | Brockton High School (USHS-Massachusetts)           |
| 206 | Petr Korinek (C)    | Cecoslovacchia | Edmonton Oilers       | Plzeň 1929 (Extraliga)                              |
| 207 | Mark Kettelhut (D)  | Stati Uniti    | Montreal Canadiens    | Duluth East High School (USHS-Minnesota)            |
| 208 | Sylvain Naud (AD)   | Canada         | Buffalo Sabres        | Laval Titan (QMJHL)                                 |
| 209 | Rob Sumner (D)      | Canada         | Calgary Flames        | Victoria Cougars (WHL)                              |
| 210 | Dean Capuano (D)    | Stati Uniti    | Boston Bruins         | Mount St. Charles Academy (USHS-Rhode Island)       |

### Undicesimo giro
| #   | Giocatore                | Nazionalità                                        | Squadra NHL                                        | Squadra di provenienza                             |
| --- | ------------------------ | -------------------------------------------------- | -------------------------------------------------- | -------------------------------------------------- |
| 211 | Mika Strömberg (D)       | Finlandia                                          | Quebec Nordiques                                   | Jokerit (SM-liiga)                                 |
| 212 | Tyler Ertel (C)          | Canada                                             | Vancouver Canucks                                  | North Bay Centennials (OHL)                        |
| 213 | Brett Larson (D)         | Stati Uniti                                        | Detroit Red Wings                                  | Duluth Denfeld High School (USHS-Minnesota)        |
| 214 | Tommy Söderström (P)     | Svezia                                             | Philadelphia Flyers                                | Djurgården (Elitserien)                            |
| 215 | Michael Thompson (A)     | Canada                                             | Pittsburgh Penguins                                | Michigan St. Spartans (CCHA)                       |
| 216 | Martin Lacroix (AD)      | Canada                                             | New York Islanders                                 | St. Lawrence Saints (ECAC)                         |
| 217 | Kevin White (D)          | Canada                                             | Los Angeles Kings                                  | Windsor Spitfires (OHL)                            |
| 218 | Ole Eskild Dahlstrøm (C) | Norvegia                                           | Minnesota North Stars                              | Furuset Ishockey (GET-ligaen)                      |
| 219 | Alan Brown (D)           | Canada                                             | Washington Capitals                                | Colgate Raiders (ECAC)                             |
| 220 | Scott Malone (D)         | Stati Uniti                                        | Toronto Maple Leafs                                | Northfield-Mt. Hermon HS (USHS-Massachusetts)      |
| 221 | Valerij Zelepukin (AS)   | Unione Sovietica                                   | New Jersey Devils                                  | Chimik Voskresensk (URSS)                          |
| 222 | Joe Hawley (C)           | Stati Uniti                                        | St. Louis Blues                                    | Peterborough Petes (OHL)                           |
| 223 | Brett Lievers (C)        | Stati Uniti                                        | New York Rangers                                   | Wayzata High School (USHS-Minnesota)               |
| 224 | Sergej Seljanin (D)      | Unione Sovietica                                   | Winnipeg Jets                                      | Chimik Voskresensk (URSS)                          |
| 225 | Tommie Eriksen (D)       | Norvegia                                           | Hartford Whalers                                   | Prince Albert Raiders (WHL)                        |
| 226 | Steve Dubinsky (C)       | Canada                                             | Chicago Blackhawks                                 | Clarkson Golden Knights (ECAC)                     |
| 227 |                          | Gli Edmonton Oilers rinunciarono alla loro scelta. | Gli Edmonton Oilers rinunciarono alla loro scelta. | Gli Edmonton Oilers rinunciarono alla loro scelta. |
| 228 | John Uniac (D)           | Canada                                             | Montreal Canadiens                                 | Kitchener Rangers (OHL)                            |
| 229 | Ken Martin (AS)          | Stati Uniti                                        | Buffalo Sabres                                     | Belmont Hill School (USHS-Massachusetts)           |
| 230 |                          | I Calgary Flames rinunciarono alla loro scelta.    | I Calgary Flames rinunciarono alla loro scelta.    | I Calgary Flames rinunciarono alla loro scelta.    |
| 231 | Andy Bézeau (AS)         | Canada                                             | Boston Bruins                                      | Niagara Falls Thunder (OHL)                        |

### Dodicesimo giro
| #   | Giocatore              | Nazionalità      | Squadra NHL           | Squadra di provenienza                      |
| --- | ---------------------- | ---------------- | --------------------- | ------------------------------------------- |
| 232 | Wade Klippenstein (AS) | Canada           | Quebec Nordiques      | Alaska Nanooks (CCHA)                       |
| 233 | Karri Kivi (D)         | Finlandia        | Vancouver Canucks     | Ilves (SM-liiga)                            |
| 234 | John Hendry (AS)       | Canada           | Detroit Red Wings     | Lake Superior S. Lakers (CCHA)              |
| 235 | Billy Lund (C)         | Stati Uniti      | Philadelphia Flyers   | Roseau High School (USHS-Minnesota)         |
| 236 | Brian Bruininks (D)    | Stati Uniti      | Pittsburgh Penguins   | Colorado C. Tigers (WCHA)                   |
| 237 | Andrew Shier (AD)      | Stati Uniti      | New York Islanders    | Detroit Jr. Red Wings (USHL)                |
| 238 | Troy Mohns (D)         | Canada           | Los Angeles Kings     | Colgate Raiders (ECAC)                      |
| 239 | J. P. McKersie (P)     | Stati Uniti      | Minnesota North Stars | Madison West High School (USHS-Wisconsin)   |
| 240 | Todd Hlushko (AS)      | Canada           | Washington Capitals   | London Knights (OHL)                        |
| 241 | Nicholas Vachon (AS)   | Canada           | Toronto Maple Leafs   | The Governor's Academy (USHS-Massachusetts) |
| 242 | Todd Reirden (D)       | Stati Uniti      | New Jersey Devils     | Tabor Academy (USHS-Massachusetts)          |
| 243 | Joe Fleming (D)        | Stati Uniti      | St. Louis Blues       | Xaverian High School (USHS-Massachusetts)   |
| 244 | Sergej Nemčinov (C)    | Unione Sovietica | New York Rangers      | Kryl'ja Sovetov (URSS)                      |
| 245 | Keith Morris (AS)      | Canada           | Winnipeg Jets         | Alaska A. Seawolves (WCHA)                  |
| 246 | Denis Chalifoux (C)    | Canada           | Hartford Whalers      | Laval Titan (QMJHL)                         |
| 247 | Dino Grossi (AS)       | Canada           | Chicago Blackhawks    | Northeastern U. Huskies (Hockey East)       |
| 248 | Sami Nuutinen (D)      | Finlandia        | Edmonton Oilers       | Espoo Blues (SM-liiga)                      |
| 249 | Sergej Martinjuk (AD)  | Unione Sovietica | Montreal Canadiens    | Torpedo Jaroslavl' (URSS)                   |
| 250 | Brad Rubachuk (C)      | Canada           | Buffalo Sabres        | Lethbridge Hurricanes (WHL)                 |
| 251 | Leo Gudas (D)          | Cecoslovacchia   | Calgary Flames        | Sparta Praga (Extraliga)                    |
| 252 | Ted Miskolczi (AD)     | Canada           | Boston Bruins         | Belleville Bulls (OHL)                      |

## Selezioni classificate per nazionalità
| Pos. | Paese            | Selezioni |
|      | Nord America     | 195       |
| ---- | ---------------- | --------- |
| 1    | Canada           | 123       |
| 2    | Stati Uniti      | 72        |
|      | Europa           | 57        |
| 3    | Cecoslovacchia   | 22        |
| 4    | Unione Sovietica | 14        |
| 5    | Finlandia        | 11        |
| 6    | Svezia           | 7         |
| 7    | Norvegia         | 3         |